# Saab 21R

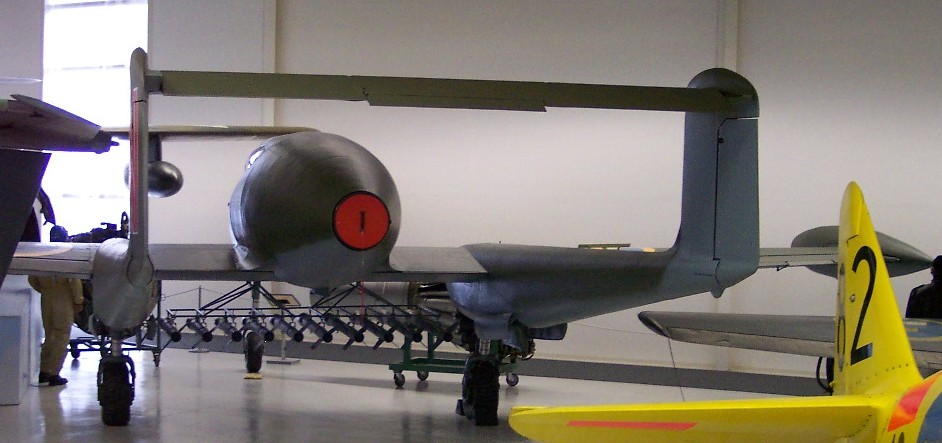
Saab 21R, Rückansicht. Gut zu sehen die gegenüber der Saab 21 hochgelegte Höhenflosse

Rißzeichnung

Die Saab 21R war ein schwedisches Kampfflugzeug mit Strahlantrieb, das zum Ende der 1940er-Jahre in Dienst gestellt wurde.

## Geschichte
Der Tiefdecker basierte auf der Saab 21, einem Jäger mit Doppelleitwerksträger und Druckpropeller. Um das neuartige Strahlantriebskonzept kurzfristig umsetzen zu können, wurden zunächst vier Saab 21A-1 so geändert, dass ein Triebwerk de Havilland Goblin 3 eingebaut werden konnte. Dazu wurde der Lufteinlauf des Triebwerks geändert und das Höhenruder höher gesetzt, damit es nicht direkt im Bereich des Schubstrahls lag. Die Auslegung der Saab 21R ähnelte der britischen de Havilland Vampire.
Am 10. März 1947 erfolgte der Erstflug. Die schwedischen Luftstreitkräfte bestellten zunächst 120 Maschinen. 30 Maschinen waren vom Typ 21RA; sie erhielten das Goblin-3-Triebwerk von de Havilland. Weitere 30 Maschinen vom Typ 21RB erhielten das SFA RM1, das ein von SFA in Lizenz gebautes Goblin-3-Triebwerk war.
Die Maschinen wurden an die F-10-Staffel nach Ängelholm geliefert. Bald zeigte sich, dass aufgrund der fehlenden Druckkabine ein Einsatz als Jagdflugzeug nur sehr beschränkt möglich war. Daraufhin wurde der Auftrag auf 60 Maschinen gekürzt und alle Maschinen an die F 7 in Såtenäs abgegeben und ab 1949 als Erdkampfflugzeug eingesetzt. Die neue Bezeichnung lautete A21R.
Die Saab 21R war bis 1957 im Einsatz. Eine Reihe von Maschinen diente am Ende ihrer Dienstzeit als Trainingsflugzeuge.
Ein Exemplar kann heute noch im Luftfahrtmuseum von Linköping besichtigt werden.

## Technische Daten
| Kenngröße             | Daten                                                                                     |
| --------------------- | ----------------------------------------------------------------------------------------- |
| Besatzung             | 1 Pilot                                                                                   |
| Länge                 | 10,55 m                                                                                   |
| Spannweite            | 11,37 m                                                                                   |
| Höhe                  | 2,90 m                                                                                    |
| Leermasse             | 3.090 kg                                                                                  |
| max. Startmasse       | 5.615 kg                                                                                  |
| Reichweite            | 450 km (mit Zusatztank)                                                                   |
| Dienstgipfelhöhe      | 12.000 m                                                                                  |
| Höchstgeschwindigkeit | 820 km/h                                                                                  |
| Triebwerk             | 1 × SFA RM 1 oder De Havilland Goblin 3 RM 1A mit 1.500 kp Schub                          |
| Bewaffnung            | - 1 × 20-mm-MK Akan m/45 - 8 × 7,9-mm-MG Ksp m/22F - 5 × 18-cm- oder 10 × 8/10-cm-Raketen |